# Termodynamika

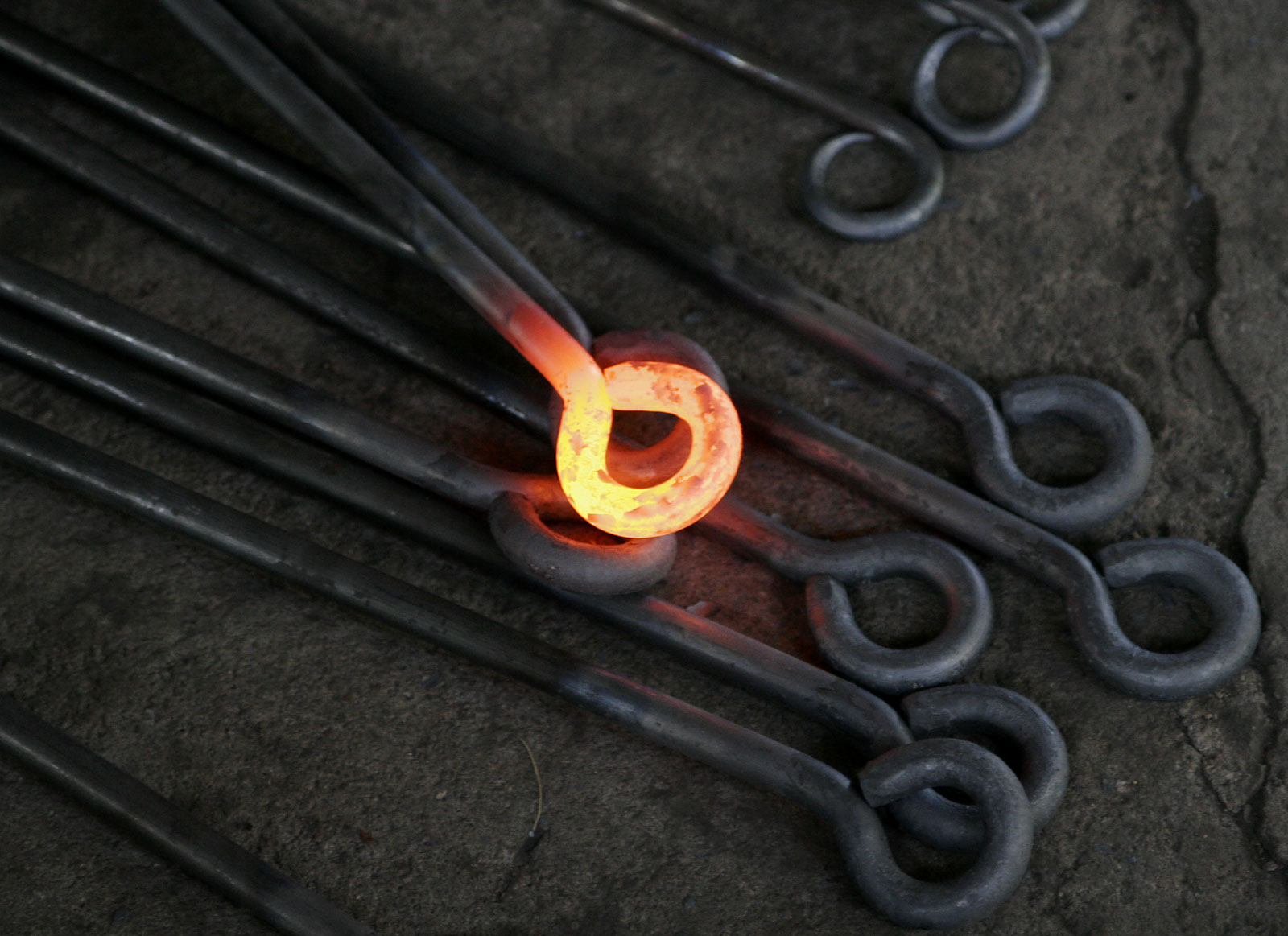
Promieniowanie cieplne to przykład promieniowania elektromagnetycznego. Na zdjęciu: świecenie rozgrzanego pręta

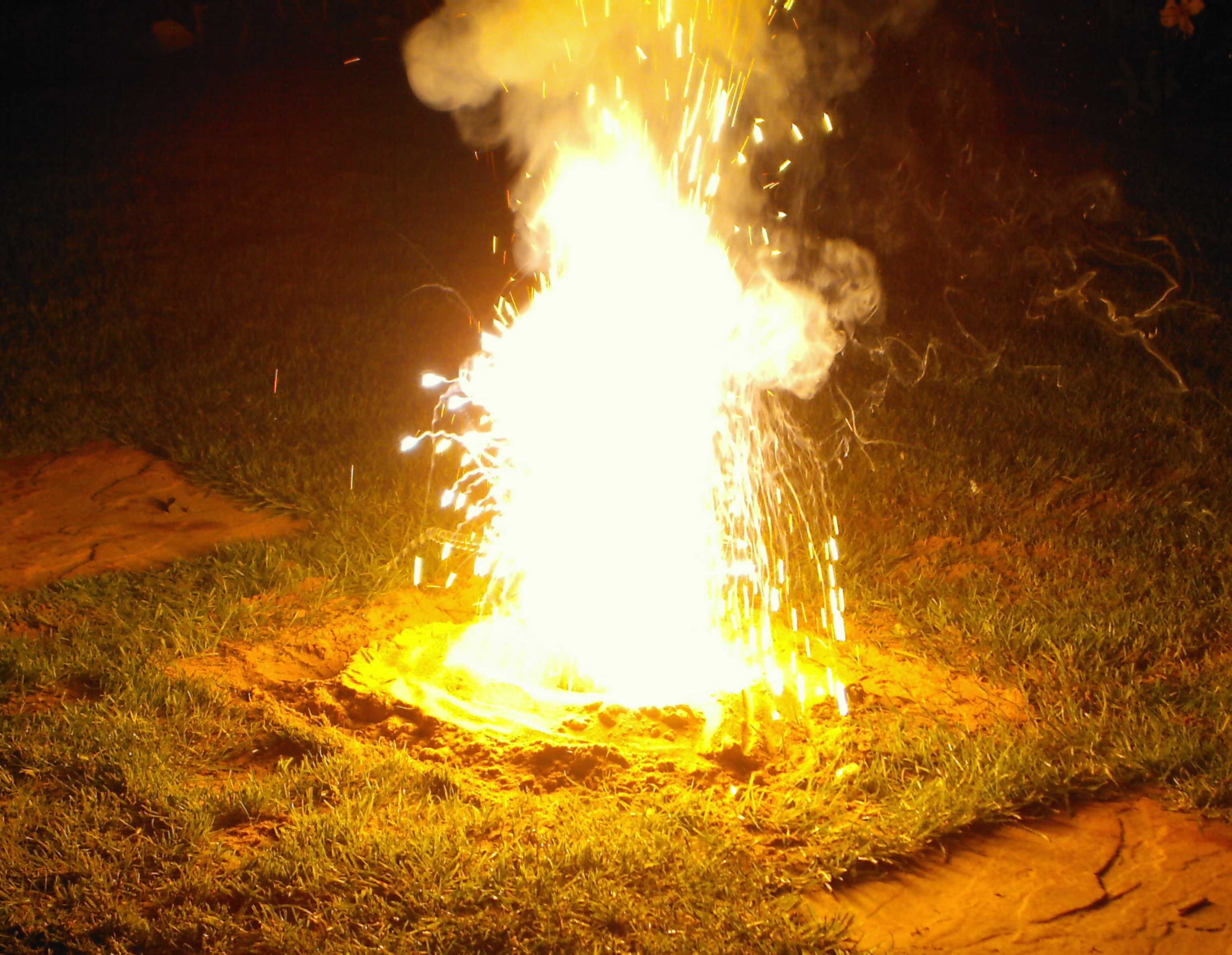
Reakcja tlenku żelaza(III) z glinem (mieszanka taka znana jest jako „termit”) jest przykładem reakcji silnie egzotermicznej, której towarzyszy jedna z najwyższych temperatur uzyskiwanych w procesach przemysłowych (ok. 3000 - 3800 °C)

Rodzina izoterm równania van der Waalsa

Termodynamika – dział fizyki zajmujący się badaniem energetycznych efektów wszelkich przemian fizycznych i chemicznych, które wpływają na zmiany energii wewnętrznej analizowanych układów. Termodynamika bada przede wszystkim przemiany cieplne, lecz także efekty energetyczne reakcji chemicznych, przemian z udziałem jonów, przemiany fazowe, a nawet przemiany jądrowe i energii elektrycznej.
Podstawowym pojęciem termodynamiki jest układ termodynamiczny, czyli układ wzajemnie oddziaływających na siebie ciał, który, rozpatrywany jako całość, wykazuje pewne własności zwane termodynamicznymi parametrami stanu. Pojedyncza cząsteczka nie jest układem termodynamicznym, ale dostatecznie duża ich ilość już tak. Przykładowym układem termodynamicznym jest pojemnik z gazem doskonałym, który w przybliżony sposób oddaje zachowanie rzeczywistych gazów.
- Rodzaje termodynamiki
  - termodynamika klasyczna
  - termodynamika kwantowa
  - termodynamika statystyczna
  - termodynamika techniczna
  - termodynamika chemiczna
  - termodynamika procesów nierównowagowych

- Podstawowe pojęcia termodynamiki:

równanie Clapeyrona (stan gazu idealnego), równanie Clapeyrona (przemiana fazowa), równanie Clausiusa-Clapeyrona, energia wewnętrzna, energia swobodna, stan termodynamiczny, funkcja stanu, funkcja procesu, potencjały termodynamiczne, ciśnienie, temperatura, objętość, ciepło, ciepło właściwe, entalpia, entropia, egzergia, perpetuum mobile, równanie van der Waalsa, gaz doskonały, roztwór doskonały, kryształ doskonały, układ termodynamiczny, układ termodynamicznie zamknięty, układ termodynamicznie otwarty, układ termodynamicznie izolowany
- Zasady termodynamiki
  - zerowa zasada termodynamiki – prawo równocenności stanów układów termodynamicznych.
  - pierwsza zasada termodynamiki – prawo zachowania energii
  - druga zasada termodynamiki – prawo stałego wzrostu entropii
  - trzecia zasada termodynamiki – prawo dążenia entropii do 0 ze spadkiem temperatury.
  - czwarta zasada termodynamiki – symetria macierzy współczynników w twierdzeniu Onsagera. Fizycznie rzecz biorąc, związana z zasadą wzajemności.

- Klasyfikacja przemian termodynamicznych
  - przemiana izobaryczna (stałe ciśnienie p = const.)
  - przemiana izotermiczna (stała temperatura T = const.)
  - przemiana izochoryczna (stała objętość V = const.)
  - przemiana adiabatyczna (brak wymiany ciepła z otoczeniem Q = const.)
  - przemiana politropowa (pVn = const., gdzie n wykładnik politropy)
  - przemiana izentalpowa (stałe entalpia H = const.)

- Klasyfikacja procesów termodynamicznych
  - odwracalny
  - nieodwracalny
  - samorzutny
  - kwazistatyczny